# Plužine
Plužine (en idioma montenegrino: Плужине) es una ciudad situada en la zona occidental de la República de Montenegro. Es, además, la capital del municipio homónimo. 

## Población y geografía
Esta localidad tenía población de 1472 habitantes según el censo del 2003, con lo cual la densidad poblacional era de apenas unos cinco habitantes por cada kilómetro cuadrado. En 2011, la población había descendido hasta los 1341 habitantes.

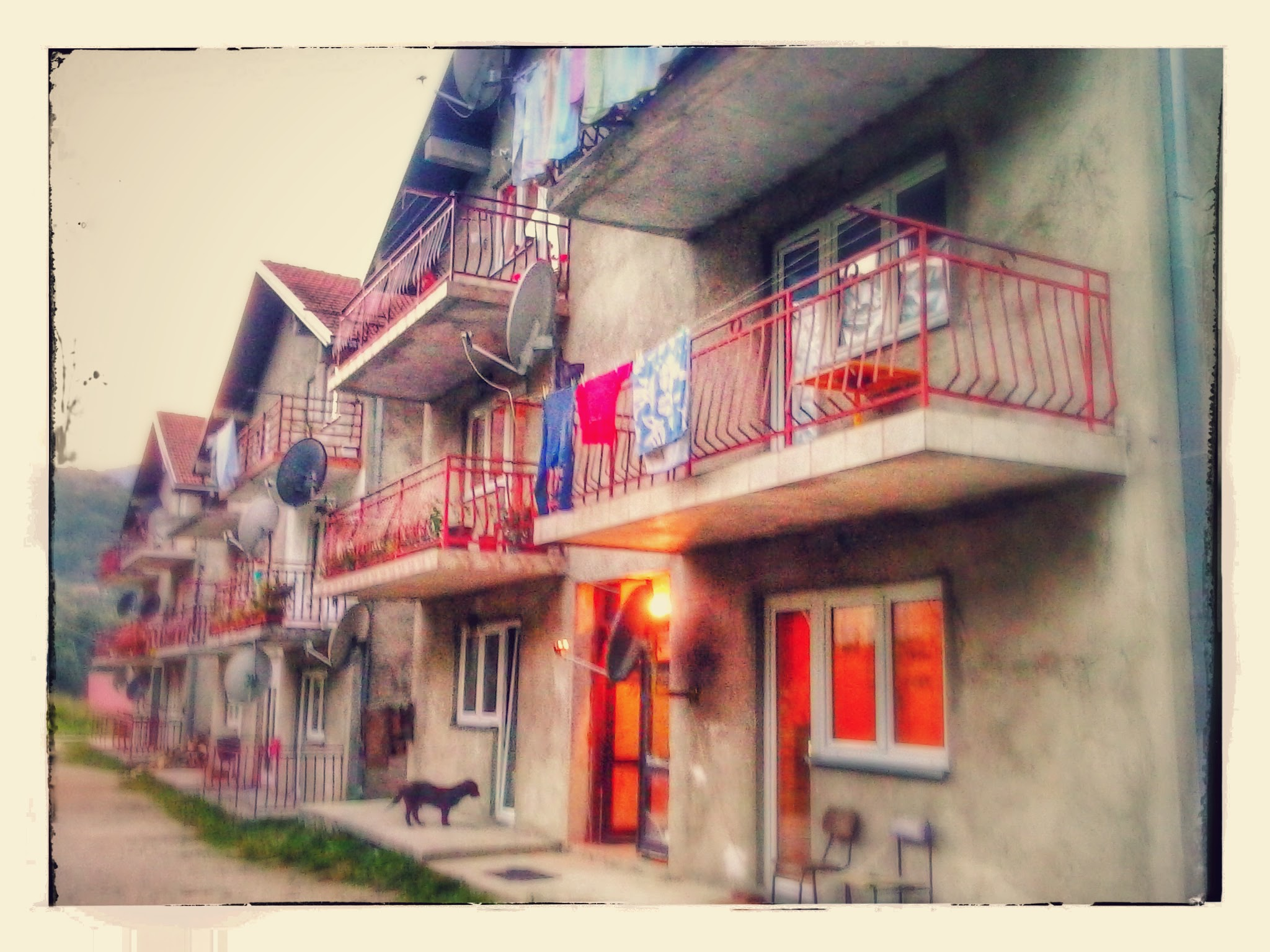
Septiembre de 2014

### Composición étnica
Grupos étnicos según el censo de 2003:
- Serbios (63.92%)
- Montenegrinos (29.79%)

Grupos étnicos según el censo de 2011:
- Serbios (65.65%)
- Montenegrinos (27.79%)

## Economía y comunicaciones
La carretera más importante que atraviesa el territorio del municipio es la que une Podgorica con Sarajevo, la cual, junto con las carreteras Plužine-Trsa-Žabljak, Plužine-Gacko y otras carreteras locales, permite el desarrollo y uso de los recursos naturales del municipio: los bosques, tierras agrícolas, potencial hidroeléctrico y turismo atraído por la belleza natural de sus paisajes.